# Bojan Globočnik
Bojan Globočnik (* 26. Februar 1962 in Kranj; † 18. August 2021 in Cerklje na Gorenjskem) war ein jugoslawischer Skispringer.

## Werdegang
Globočnik feierte am 30. Dezember 1983 im Rahmen der Vierschanzentournee 1983/84 in Oberstdorf sein Debüt im Skisprung-Weltcup. Auf der Schattenbergschanze erreichte er den 72. Platz. Nachdem er auf der Großen Olympiaschanze in Garmisch-Partenkirchen auf den 80. Platz sprang, konnte er auf der Bergiselschanze in Innsbruck mit Platz 49 das beste Einzelresultat seiner Karriere im Weltcup erreichen. Nachdem er in Bischofshofen auf den 78. Platz sprang, beendete er die Tournee auf Platz 65 der Gesamtwertung.
Bei den Olympischen Winterspielen 1984 in Sarajevo startete Globočnik im Einzel von der Normalschanze und sprang dabei auf Rang 40. Sein letztes internationales Turnier bestritt er schließlich mit der Vierschanzentournee 1984/85. Dabei verpasste er jedoch eine deutliche Verbesserung und erreichte Rang 73 der Gesamtwertung.

## Erfolge

### Vierschanzentournee-Platzierungen
| Saison  | Platz | Punkte |
| ------- | ----- | ------ |
| 1983/84 | 65.   | 363,3  |
| 1984/85 | 73.   | 285,4  |